# Clubiona saurica
Clubiona saurica là một loài nhện trong họ Clubionidae.
Loài này thuộc chi Clubiona. Clubiona saurica được miêu tả năm 1992 bởi Mikhailov.